# Luca Masso
Luca Masso (Bruxelles, 17 luglio 1994) è un hockeista su prato argentino.

## Biografia
Ha fatto parte della squadra argentina che ha vinto l'oro nell'hockey su prato maschile alle Olimpiadi estive del 2016 a Rio de Janeiro.
È nato a Bruxelles da padre argentino, e madre belga, Sabrina Merckx. Proviene da una famiglia di sportivi. Suo padre Eduardo Masso è un ex tennista che ha rappresentato il Belgio alla Coppa Davis, e suo nonno materno è il campione di ciclismo Eddy Merckx,  suo zio materno è Axel Merckx, anch'egli ciclista.

## Palmarès

### Olimpiadi
- 1 medaglia:
  - 1 oro (Rio de Janeiro 2016)

### Mondiali
- 1 medaglia:
  - 1 bronzo (L'Aia 2014)